# بانيولو دل سالنتو
بانيولو دل سالنتو (بالإيطالية: Bagnolo del Salento)‏ هي بلدة وبلدية في مقاطعة ليتشي في إقليم بوليا في جنوب إيطاليا.

## السكان
تطور النمو السكاني لـ بانيولو دل سالنتو